# Bas van Veenendaal

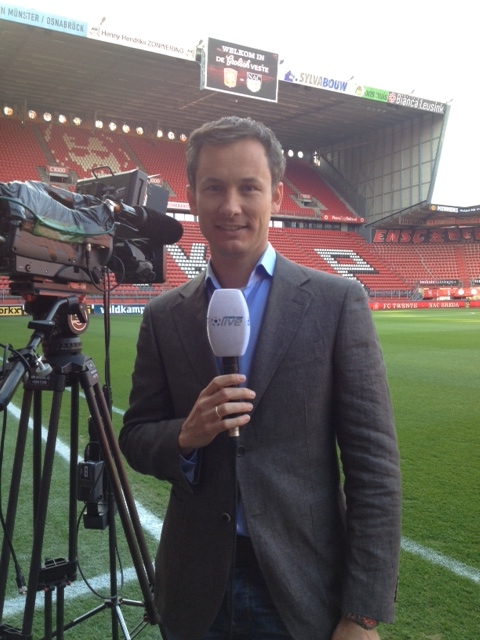
Bas van Veenendaal

Bas van Veenendaal (Almelo, 16 januari 1978) is een Nederlands televisiepresentator en verslaggever voor Ziggo Sport.
Van Veenendaal studeerde in 2001 af aan de School voor Journalistiek in Utrecht. Hij begon zijn journalistieke carrière in datzelfde jaar bij RTV Utrecht, waar hij als sportverslaggever werkte. Daarnaast werkte Van Veenendaal van 2006 tot 2008 als commentator voor Eurosport en als verslaggever-commentator voor Talpa en RTL. In 2008 vertrok hij naar de nieuwe voetbalzender Eredivisie Live. Daar werkte hij als presentator/verslaggever. Sinds het seizoen 2011-2012 presenteerde hij op zondagavond het samenvattingenprogramma 90 minutes. In 2013 was hij een van de presentatoren van FOX Sport Centraal op het open kanaal Fox. Hierna bleef hij tot eind 2015 werken voor het betaalkanaal. Toen maakte hij de overstap naar Ziggo Sport.